# 에일리언 (농구팀)
에일리언(영어: Aliens)는 미국 3on3리그인 BIG3 소속 농구 팀이다.